# صح النوم (ألبوم)
صح النوم الألبوم الثالث للفنان فهد الكبيسي أنتج في عام 2010 ومكون من 10 أغان امتازت بتنوع مابين الطابع الرومانسي والإيقاع السريع وصولاً إلى الفلكلور.
يعتبر هذا الألبوم القفزة الكبيرة التي حولت شهرة فهد المحلية بـ قطر إلى شهرة خليجية عربية جعلت منه أحد نجوم الغناء الخليجي في الساحة الفنية العربية.

## قائمة أغاني الألبوم
1. صح النوم
2. 'سبعين مره' أغنية ذات طابع فلكلوري
3. مو عشاني
4. قالوا نسيته
5. خاطرك مكسور
6. خلنا نحب
7. حبل السوالف
8. وش سالفة قلبك
9. سأل عني
10. هذه حالة

ظلت أغنيتي «هذه حالة» و «سبعين مره» رائجتان في الإذاعات والمواقع الموسيقية وصولاً إلى الحفلات الخاصة، وعلى الرغم من أن تم إصدار أغنية «هذه حالة» عام 2009 إلى أنه أعاد إصدارها من جديد في الألبوم موضحاً لجريدة الرياض: 
| صح النوم (ألبوم) | سبق وان نزلت الاغنية بشكل»سنقل» بالآلات بسيطه ووجدت شهرة وانتشار كبير، ولكن انا احببت ان اخدم العمل بشل جيد خاصة وان الالبوم موزع موسيقياً وبشكل جديد. ومن هذا المنطلق سيكون للاغنية رواجاً أكثر خاصة من يطلبها سيجدها في الالبوم وهي مختلفة عن «السنقل» فمن سمعها اما عن طريق الاذاعات او الشبكة العنكبوتية. | صح النوم (ألبوم) |

 أما بخصوص أغنية «قالوا نسيته» تلك الأغنية التي أهداه إياه محمد عبده تصدرت المرتبة الرابعة في قائمة الأغاني العربية الطربيه.